# 20011 Baryshnikov
20011 Baryshnikov este o planetă minoră (asteroid) din centura de asteroizi. A fost descoperită pe 5 august 1991 la Observatorul Palomar de Henry E. Holt. 
Obiectul prezintă o orbită caracterizată de o semiaxă mare de 2,5939206 UAi, o excentricitate de 0,22, o înclinație de 2,79513 ° în raport cu ecliptica.